# Сань-э-Гудуле
Сань-э-Гудуле́ (фр. Sagnes-et-Goudoulet, окс. Sanha e Godolet) — коммуна во Франции, находится в регионе Рона — Альпы. Департамент коммуны — Ардеш. Входит в состав кантона Бюрзе. Округ коммуны — Ларжантьер.
Код INSEE коммуны — 07203.

## Население
Население коммуны на 2008 год составляло 134 человека.
| 1962 | 1968 | 1975 | 1982 | 1990 | 1999 | 2008 |
| ---- | ---- | ---- | ---- | ---- | ---- | ---- |
| 275  | 322  | 198  | 182  | 146  | 131  | 134  |

## Экономика

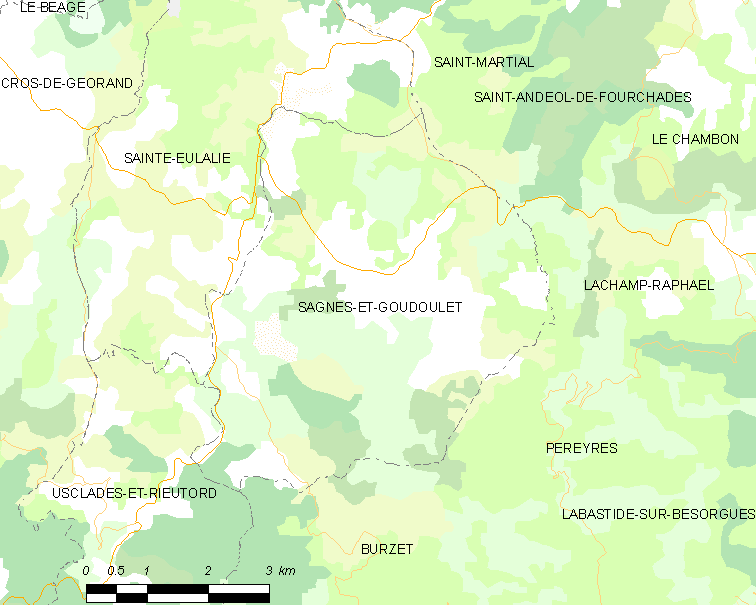
Карта коммуны

В 2007 году среди 85 человек в трудоспособном возрасте (15—64 лет) 69 были экономически активными, 16 — неактивными (показатель активности — 81,2 %, в 1999 году было 67,4 %). Из 69 активных работали 62 человека (43 мужчины и 19 женщин), безработных было 7 (1 мужчина и 6 женщин). Среди 16 неактивных 2 человека были учениками или студентами, 9 — пенсионерами, 5 были неактивными по другим причинам.